# 恋と深空
『恋と深空』（こいとしんくう）は、infold gamesより配信されたスマートフォン向け恋愛シミュレーションゲーム。恋と深空は、全世界1億DLを突破した『恋とプロデューサー』の世界観を継承した完全新作恋愛シミュレーションゲーム。

## あらすじ
本作の物語は2048年の地球が舞台で、人々は14年前から出現するようになったワンダラーと呼ばれる怪物と、今なお戦い続けている。主人公はそのワンダラーを討伐する、深空ハンターという職に就いている。

## 登場人物
主人公
声 - 宮本侑芽
超能力『Evol』を持つEvolverの一人。7歳の頃にEVERが関係する人体実験により記憶を失う。裂空災変においてワンダラーに襲撃された際に、「獲物としてただ逃げるだけの存在でいるのは嫌だ」と深空ハンターになることを決意。ワンダラー殲滅のため、コアエネルギー基地跡を目指す。
主人公はプレイヤーによる名前変更可能。
セイヤ
声：小林裕介
年齢：不明
誕生日：10月16日
身長：185㎝
職   業：深空ハンター
レイ
声 - 佐藤拓也
年齢：27
誕生日：9月5日
身長：186㎝
職業：心臓外科医

ホムラ
声 - 立花慎之介
年齢：24
誕生日：3月6日
身長：183㎝
職業：芸術家

シン
声 - 小西克幸
年齢：28
誕生日：4月18日
身長：190㎝
職業：暗点のボス
マヒル
声 - 野島健児
年齢：25
誕生日：6月13日
身長：188㎝
職業：DAA戦闘機パイロット/遠空艦隊執艦官

## 主題歌

### 恋と深空
同名テーマ曲「恋と深空」
歌：サラ・ブライトマン

### 交差する視界
2.0テーマ曲「交差する視界」
歌：マイクランジェロ・ロコンテ
作曲：ドーヴ・アチア、ロッド・ジャノワ
作詞：ドーヴ・アチア

## 評価
『恋と深空』は、2024年1月18日のグローバルリリース以来、世界中で広く人気を集めている。リリースから1週間でダウンロード数は1,000万回を突破した。日本においては、2024年1月から9月の期間で最もダウンロードされ、かつ最高収益を記録したインタラクティブストーリーゲームとなり、収益は約3,000万ドルに達した。